# Jan František Bautsch
Jan František Bautsch (* kolem roku 1700 – 12. ledna 1764, Horní Police) byl český katolický kněz, třetí infulovaný arciděkan v Horní Polici v letech 1758-1764, okrskový vikář českolipského vikariátu.

## Život

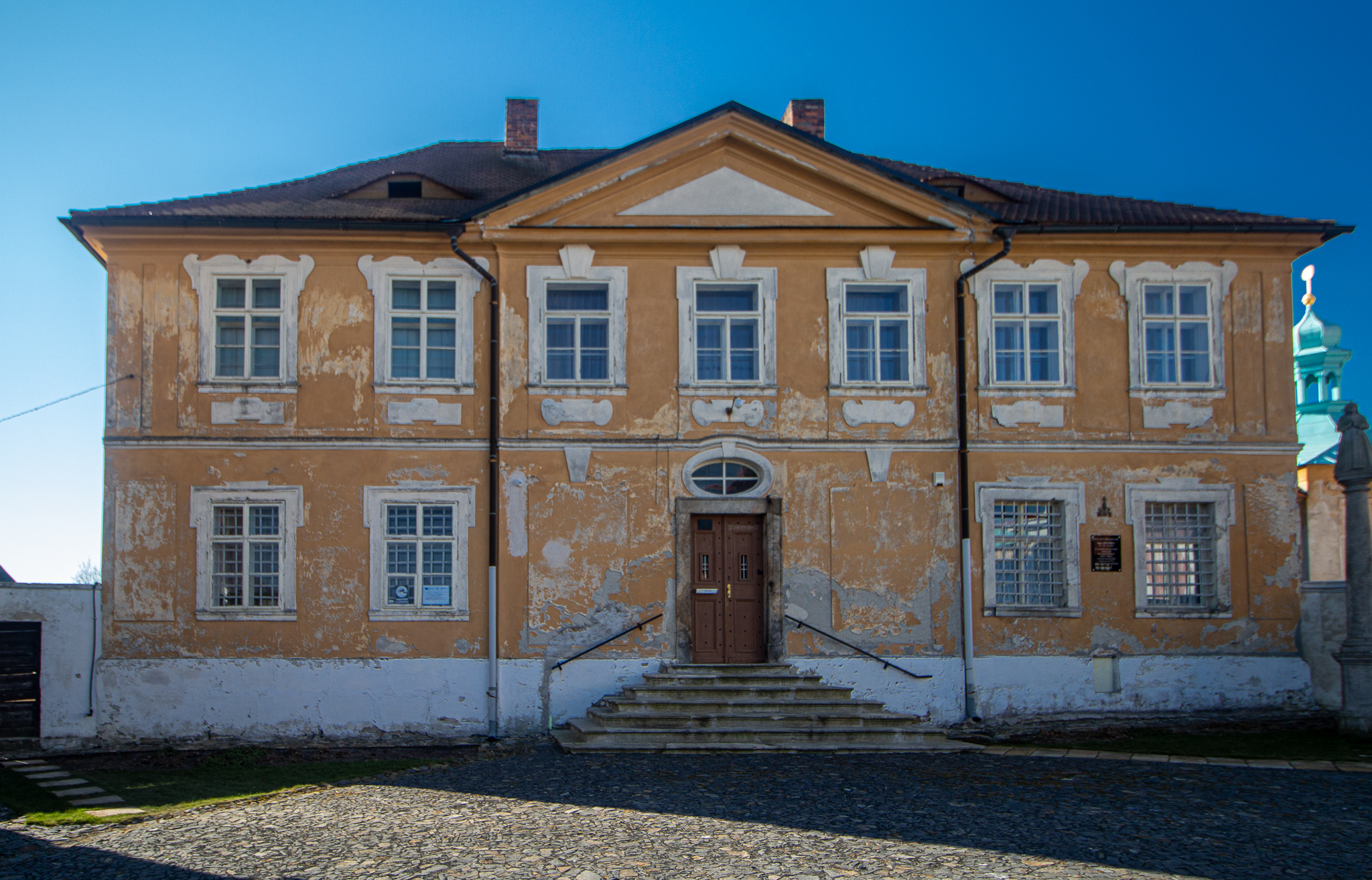
Budova arciděkanství v Horní Polici

Byl knězem litoměřické diecéze. Dne 25. září 1757 jej litoměřický biskup Mořic Adolf Saský jmenoval do funkce již třetího hornopolického arciděkana. Jeho instalace do úřadu hornopolického arciděkana se konala 10. září 1758. Podle ustanovení papežského breve ze 6. prosince 1736 papeže Klementa XII. byl tento úřad spojen s právem používat pontifikálie na úrovni opatů (latinsky „ad instar Abbatum”), Bautsch se tak stal třetím infulovaným arciděkanem v Horní Polici s tímto právem. Dne 4. června 1759 byl jmenován Bautsch současně českolipským vikářem, při zachování hornopolického arciděkanského úřadu.
Zemřel 10. ledna 1764 Horní Polici a byl pochován v polickém kostele Navštívení Panny Marie před oltářem sv. Barbory.